# Henryk Talar
Henryk Józef Talar (ur. 25 czerwca 1945 w Kozach) – polski aktor teatralny, filmowy i dubbingowy, dyrektor teatrów, prezenter telewizyjny.

## Kariera
W 1969 ukończył Państwową Wyższą Szkołę Teatralną im. Ludwika Solskiego w Krakowie. Występował na deskach teatrów Dramatycznego w Szczecinie (1969–1970), Teatru im. Wojciecha Bogusławskiego w Kaliszu (1970–1973), Ateneum w Warszawie (1976–1982 i 1985–1997) i Studio w Warszawie (1982–1985). Dyrektor naczelny i artystyczny teatrów: im. Adama Mickiewicza w Częstochowie (od lata 1994 do 1997) i Teatru Polskiego w Bielsku-Białej (1997–1999).
Jako aktor jest wieloletnim współpracownikiem Teatru Polskiego Radia. W latach 80. był lektorem starych kreskówek o Kubusiu Puchatku. W roku 2000 podłożył głos do znanej gry cRPG Baldur’s Gate II: Cienie Amn. Wcielił się tam w bohatera Yoshimo. W latach 2002–2003 prowadził na antenie Telewizji Polsat pierwszą edycję teleturnieju Rosyjska ruletka.

## Filmografia
- 1969: Sól ziemi czarnej jako powstaniec
- 1974: Opowieść w czerwieni jako Zenek
- 1976: Wakacje jako Andrzej Balbiński, kapitan MO
- 1976: Przepłyniesz rzekę jako Henryk
- 1976–1977: Polskie drogi jako Johan Heimann
- 1976: Bezkresne łąki jako psychiatra
- 1977–1978: Układ krążenia jako doktor Wiktorczyk (odc. 1)
- 1977: Ostatnie okrążenie jako gestapowiec
- 1977: Okrągły tydzień jako zbój
- 1977: Kochaj albo rzuć jako proboszcz parafii Polskiego Kościoła Narodowego w Chicago
- 1978: Test pilota Pirxa jako neurolog i cybernetyk Tom Nowak (głos)
- 1978: Umarli rzucają cień jako „Mały”
- 1979: Prom do Szwecji jako Szczepan Zadra
- 1980: Tylko Kaśka jako nauczyciel
- 1980: Dzień Wisły jako Tadeusz
- 1981: Okolice Spokojnego Morza jako Ryszard Kalewik, drugi oficer
- 1981: Najdłuższa wojna nowoczesnej Europy jako Henryk Franke, syn Ludwika
- 1981: Bołdyn jako kapitan „Zybert”
- 1983: Der Aufenthalt obsada aktorska
- 1983: Co dzień bliżej nieba jako nauczyciel matematyki
- 1984: Umarłem, aby żyć jako hauptsturmfuhrer Knothe, dowódca Pawiaka
- 1984: Przybłęda obsada aktorska
- 1984: Kim jest ten człowiek jako kapitan Adam Iwiński
- 1985: Tętno jako Tomek
- 1985: Temida jako Jan Rumień
- 1985: Obcy w domu jako Fred, mąż Katarzyny
- 1985: List gończy jako Marek Nowak
- 1985: Dłużnicy śmierci jako milicjant Kołdak
- 1986: Republika nadziei jako profesor Gulhoff
- 1986: Na kłopoty… Bednarski jako zastępca Hagemanna, komisarz Forst (odc. 5), następca Hagemanna, komisarz Forst (odc. 6–7)
- 1987: Zabij mnie glino jako Skaruch, milicjant z Katowic
- 1987: Wielki Wóz jako komendant oflagu
- 1987: Śmieciarz jako śmieciarz Tadek
- 1987: Na srebrnym globie jako przewodnik Marka
- 1988: Chichot Pana Boga jako Lenke, szef Webera
- 1988: Pan Kleks w kosmosie jako komputer „Lucas” (głos)
- 1989: Virtuti jako kapitan
- 1989: Urodzony po raz trzeci jako obersturmbannfuhrer Knothe
- 1989: Stan strachu jako Henryk Małecki, brat Jana, major SB
- 1989: Po własnym pogrzebie jako obersturmbannfuhrer Knothe
- 1989: Po upadku. Sceny z życia nomenklatury jako dziennikarz Henio
- 1990: Świnka jako dziennikarz Art Schummann
- 1990: Piggate jako dziennikarz Art Schummann
- 1991: Szwedzi w Warszawie jako agent szwedzki
- 1993: Kraj świata jako kandydat – organizator łańcucha
- 1994: Przygody Joanny jako „Antonio”, treser psów
- 1995: Za co? jako zesłaniec Brzozowski
- 1995: Sukces jako Ryszard Pełka, były SB-ek, pracownik Jaronia
- 1996: Daleko od siebie jako inspektor policji prowadzący śledztwo w sprawie śmierci Marii
- 1997: Historia o proroku Eliaszu z Wierszalina jako prorok Eliasz
- 1997: Wojenna narzeczona jako Dąbrowski, właściciel restauracji (odc. 3)
- 1997: Boża podszewka jako ksiądz
- 2000: Złotopolscy jako Tadeusz Partyniak, dyrektor w urzędzie miasta
- 2000: Twarze i maski jako Roman Kujawa
- 2000: Słoneczna włócznia jako komisarz Nart
- 2000: Prymas. Trzy lata z tysiąca jako Bolesław Bierut
- 2000–2003: M jak miłość jako mecenas Wiktor Gradoń
- 2000–2001: Miasteczko jako Szmidt, mafioso
- 2001–2002: Wiedźmin jako Eldar de Casteberg
- 2001: Marszałek Piłsudski jako Felicjan Składkowski-Sławoj
- 2001: Kameleon jako nadkomisarz Adam Szponder, przyjaciel „Kameleona”
- 2001: Jutro będzie niebo jako Niemiec, odbiorca spirytusu
- 2002: Lokatorzy jako Adolf Zagórny, brat Romana, właściciela kamienicy na Kawiatowej
- 2003: Na dobre i na złe jako inżynier Leon Nyczka (odc. 148)
- 2005–2006: Pensjonat pod Różą jako Zygmunt Karbowiak
- 2005–2006: Egzamin z życia jako burmistrz
- 2006: Szatan z siódmej klasy jako profesor Tyszka
- 2006: Szatan z siódmej klasy jako profesor Tyszka
- 2007: Futro jako major Puszek, sąsiad Makowieckich
- 2008: Kryminalni jako Jan Gumiński „Guma” (odc. 91)
- 2008: Hotel pod żyrafą i nosorożcem jako profesor Tomasz Tomczyk
- 2009: Hel jako Weiss, szef Piotra
- 2009: 39 i pół jako mecenas d'Aarceville (odc. 29)
- 2010: Usta usta jako Filip Gęsicki
- 2010: Trick jako poseł Jan Szewczyk
- 2012: Sęp jako Piotr Mroczkowski „Nocka”
- 2014: Zbliżenia jako profesor
- 2014: The Last Waltz jako generał Stumm von Bordwehr
- 2016: Sługi boże jako ksiądz Witecki
- 2016: Mały Jakub jako sąsiad babci
- 2018: Ojciec Mateusz jako aktor Jerzy Klezmer (odc. 247)
- od 2018: Leśniczówka jako Bogdan Karcz, ojciec Janusza
- 2018: Prymas Hlond jako kard. August Hlond
- 2018: Kler jako Kuraś
- 2019: Pułapka jako prokurator Jacek Staniak
- 2020: Archiwista jako Henryk Mikos
- 2020: Pętla jako inspektor policji, ojciec Daniela
- 2020: Rysa jako Pytlasiński

- 2023: Archiwista 2 jako Henryk Mikos

## Polski dubbing
- 2017: Thor: Ragnarok – Odyn
- 2013: Thor: Mroczny Świat – Odyn
- 2013: Trylogia husycka – Szarlej
- 2011: The Elder Scrolls V: Skyrim – Generał Tullius
- 2008: Opowieści z Narnii: Książę Kaspian – Truflogon
- 2007: Wojownicze Żółwie Ninja – Splinter (wersja kinowa)
- 2006: Krowy na wypasie − Mayrus
- 2006: Neverwinter Nights 2 – Grobnar
- 2005: Jan Paweł II – kardynał Agostino Casaroli
- 2004: Pamiętnik księżniczki 2: Królewskie zaręczyny – Joe
- 2004: Liga Sprawiedliwych bez granic – Bruce Wayne w przyszłości
- 2004: W 80 dni dookoła świata – Lord Kelvin
- 2003: O rety! Psoty Dudusia Wesołka
- 2000: Baldur’s Gate II: Cienie Amn – Yoshimo
- 2000: Icewind Dale – narrator
- 1985: Wuzzle – Niuniek
- 1976: Ja, Klaudiusz − Kaligula
- 1975: Pszczółka Maja – Aleksander

## Lektor
- Alfred Jonatan Kwak[3]

## Radio
W RMF FM czytał W osiemdziesiąt dni dookoła świata. Wystąpił w roli Hardena w słuchowisku Przyjaciel (wg S. Lema) Programu I Polskiego Radia.

## Odznaczenia i nagrody
- Krzyż Kawalerski Orderu Odrodzenia Polski (14 sierpnia 2017, za wybitne zasługi dla rozwoju polskiej kultury, za osiągnięcia w pracy artystycznej i twórczej)[5]
- Srebrny Medal „Zasłużony Kulturze Gloria Artis” (2010)[6]
- Odznaka Zasłużony Działacz Kultury (1988)
- Złoty Mikrofon za wybitne kreacje stworzone w Teatrze Polskiego Radia, które pozwalają wierzyć w ludzi i sens życia[7]
- Złoty Ekran za role w spektaklach Selekcja i Potrójny nelson (1986)
- Nagroda Komitetu do spraw Radia i Telewizji za wybitne kreacje aktorskie w Teatrze TV (1986)
- Wielki Splendor (grudzień 2011)[8]
- Nagroda aktorska za rolę męską w kategorii słuchowisk Teatru Polskiego Radia na festiwalu Dwa Teatry (2013) – nagroda przyznana za rolę Proroka Ilji w słuchowisku Prorok Ilia w reżyserii Pawła Łysaka oraz za rolę Jewgienija Siergiejewicza Dorna w słuchowisku Mewa w reżyserii Igora Gorzkowskiego[9].
- Wielka Nagroda Festiwalu Dwa Teatry 2016 za wybitne kreacje aktorskie[10][11]